# New Jersey Transit

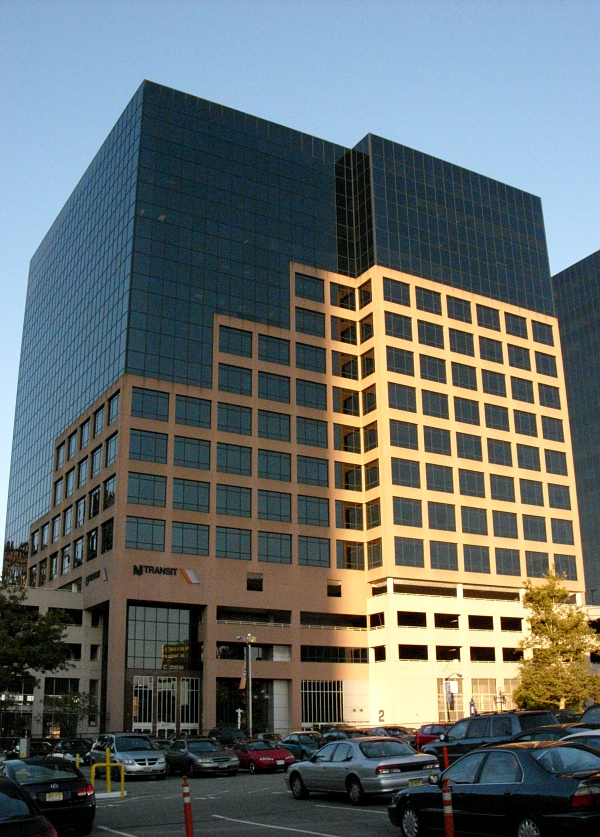
Sede di Newark

La New Jersey Transit (NJ Transit o NJT) è una società di trasporto pubblico statale che opera nello Stato del New Jersey negli Stati Uniti e nelle contee di New York, Orange, e Rockland nello Stato di New York e nella contea di Filadelfia in Pennsylvania.
Gestisce servizi di autobus, metropolitana leggera e pendolari in tutto lo stato, collegandosi ai principali centri commerciali e per l'impiego sia all'interno dello stato che nelle grandi città adiacenti di New York e Filadelfia. Coprendo un'area di servizio di 5 325 miglia quadre (13 790 km²), NJT è il più grande sistema di trasporto pubblico in tutto lo stato e il terzo più grande fornitore di autobus, ferrovia e metropolitana leggera negli Stati Uniti.
NJ Transit fornisce un servizio di autobus in tutto il New Jersey, un servizio ferroviario per pendolari nel New Jersey settentrionale e centrale e lungo il corridoio della Route 30, e un servizio di metropolitana leggera nelle contee di Hudson ed Essex e nella Delaware Valley.